# Picauville
Picauville est une commune française, située dans le département de la Manche en région Normandie, peuplée de 3 222 habitants.
Elle est devenue le 1er janvier 2016 une commune nouvelle à la suite de sa fusion avec ses voisines Amfreville, Cretteville, Gourbesville, Houtteville et Vindefontaine. Un an plus tard, Les Moitiers-en-Bauptois rejoignent la commune nouvelle,.

## Géographie

### Localisation
Les communes limitrophes sont Le Ham, Fresville, Neuville-au-Plain, Sainte-Mère-Église, Beuzeville-la-Bastille, Liesville-sur-Douve, Appeville, Montsenelle, Varenguebec, La Bonneville, Étienville et Orglandes.
Lors de la création de la commune nouvelle, la continuité territoriale avec Houtteville ne tient qu'à une bande de quelques dizaines de mètres en commun avec Cretteville.

### Hydrographie
La commune est située dans le bassin Seine-Normandie. Elle est drainée par la Douve, le Merderet, la Senelle, le Brocq, le cours d'eau 01 de la commune de Varenguebec, le bras 01 de la commune Gourbesville, des bras de la Douve, un bras de Merderet, le canal 01 de la Bastille, le canal 01 de la commune d'Amfreville, le canal 01 de la commune de Houtteville, le canal 01 de la commune de Picauville, le canal 01 des Pièces du Pont, le canal 01 du Marais de Francquetot, le canal 01 du Parquet, le canal 01 du Pré du Vast, le canal 02 des Pièces du Pont, le canal 02 du Marais de Francquetot, le canal 02 du Parquet, le canal les Creveuils, le cours d'eau 01 de la commune d'Amfreville, le cours d'eau 01 de la commune de Picauville, le cours d'eau 01 de la Rue de Cretteville, le cours d'eau 01 de Pont l'Abbé, le cours d'eau 02 de la commune de Gourbesville, le cours d'eau 02 de la commune de Picauville, le cours d'eau 02 de Pont l'Abbé, le cours d'eau 03 de la commune de Sainte-Mère-l'Église, le cours d'eau 04 de la commune de Picauville, la Douve, le fossé 01 de la Bresnerie, le fossé 01 de la commune de Gourbesville, le fossé 01 de la commune de Neuville au Plain et divers autres petits cours d'eau,.le fossé 02 de la commune de Varenguebec,
La Douve, d'une longueur de 79 km, prend sa source dans la commune de Tollevast et se jette dans la baie de Seine à Carentan-les-Marais, après avoir traversé 28 communes.
Le Merderet, d'une longueur de 36 km, prend sa source dans la commune de Tamerville et se jette dans la Douve en limite de Beuzeville-la-Bastille et de Sainte-Mère-Église, après avoir traversé 17 communes.
La Senelle, d'une longueur de 14 km, prend sa source dans la commune de Montsenelle et se jette dans la Douve sur la commune, après avoir traversé deux communes.

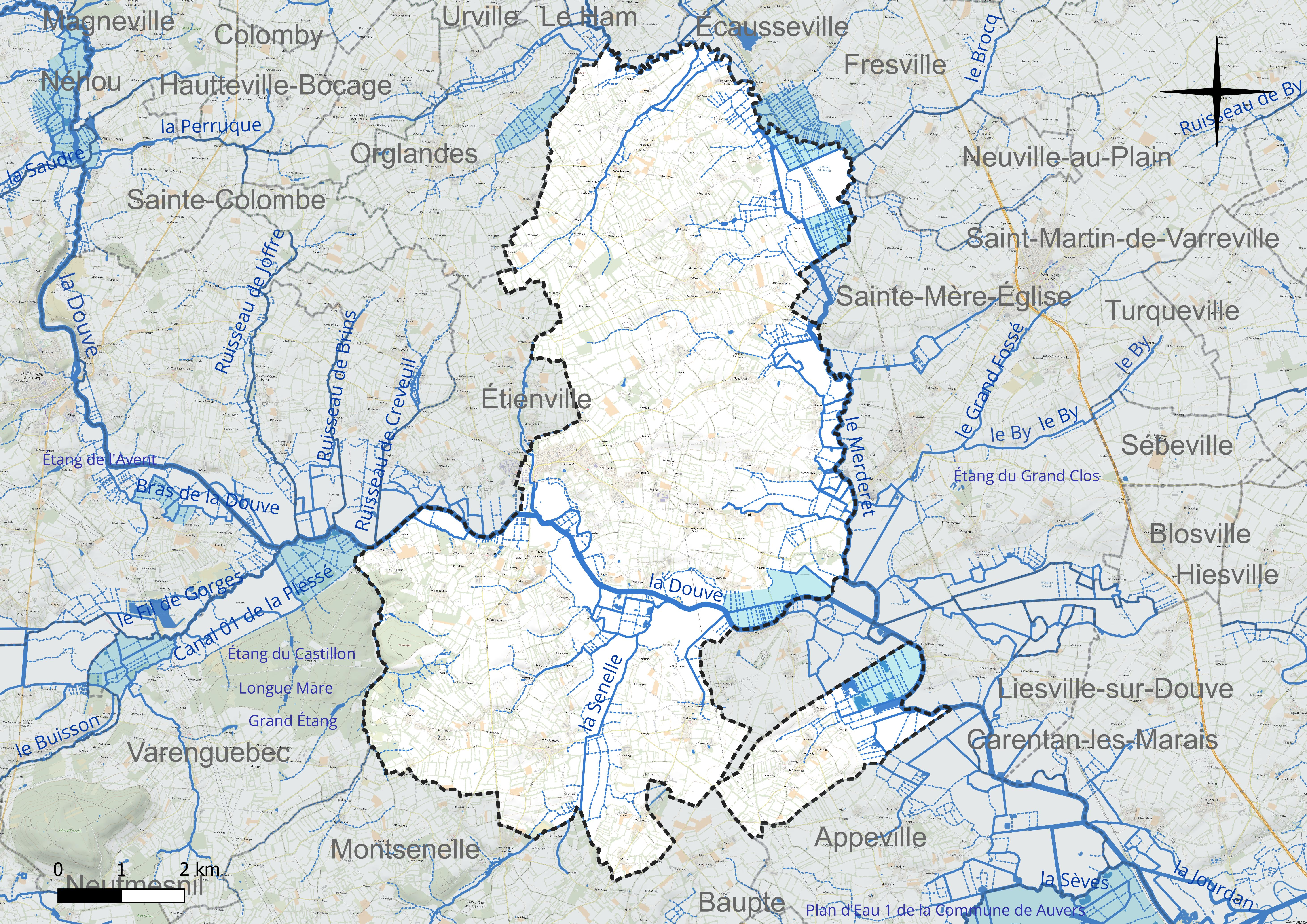
Réseau hydrographique de Picauville.

Trois plans d'eau complètent le réseau hydrographique : le plan d'eau 1 de la commune de Houtteville (1,5 ha), le plan d'eau 2 de la commune de Houtteville (3,1 ha) et le plan d'eau 3 de la commune de Houtteville (3,9 ha),.

### Climat
Pour des articles plus généraux, voir Climat de la Normandie et Climat de la Manche.
En 2010, le climat de la commune est de type climat océanique franc, selon une étude du CNRS s'appuyant sur une série de données couvrant la période 1971-2000. En 2020, Météo-France publie une typologie des climats de la France métropolitaine dans laquelle la commune est exposée à un climat océanique et est dans la région climatique Normandie (Cotentin, Orne), caractérisée par une pluviométrie relativement élevée (850 mm/a) et un été frais (15,5 °C) et venté. Parallèlement le GIEC normand, un groupe régional d’experts sur le climat, différencie quant à lui, dans une étude de 2020, trois grands types de climats pour la région Normandie, nuancés à une échelle plus fine par les facteurs géographiques locaux. La commune est, selon ce zonage, exposée à un « climat maritime », correspondant au Cotentin et à l'ouest du département de la Manche, frais, humide et pluvieux, où les contrastes pluviométrique et thermique sont parfois très prononcés en quelques kilomètres quand le relief est marqué.
Pour la période 1971-2000, la température annuelle moyenne est de 11,1 °C, avec une amplitude thermique annuelle de 11,1 °C. Le cumul annuel moyen de précipitations est de 891 mm, avec 13,9 jours de précipitations en janvier et 7,1 jours en juillet. Pour la période 1991-2020, la température moyenne annuelle observée sur la station météorologique la plus proche, située sur la commune de Sainte-Marie-du-Mont à 14 km à vol d'oiseau, est de 11,6 °C et le cumul annuel moyen de précipitations est de 890,0 mm,. Pour l'avenir, les paramètres climatiques de la commune estimés pour 2050 selon différents scénarios d’émission de gaz à effet de serre sont consultables sur un site dédié publié par Météo-France en novembre 2022.

## Urbanisme

### Typologie
Au 1er janvier 2024, Picauville est catégorisée commune rurale à habitat dispersé, selon la nouvelle grille communale de densité à sept niveaux définie par l'Insee en 2022.
Elle est située hors unité urbaine et hors attraction des villes,.

## Toponymie
Le nom de la localité est attesté sous les formes Picheauvilla vers 1170, Piquauvilla vers 1210, Piqueauville vers 1269, Piquelvilla vers 1280, Picquauvilla au XIIIe siècle, Piquadivilla sans date.

## Histoire

### Moyen Âge
Depuis le Moyen Âge, il s'y tenait le 1er décembre, près de la ferme du Foirage, la foire annuelle dite de la Saint-André. En 1394, celle-ci était estimée en valeur de sa coutume à 5 livres tournois. Une autre foire, très ancienne également, dite de la Décollation de saint Jean-Baptiste, le 29 août, avait été accordé en 1183 par Henri II Plantagenêt à l'abbaye de Blanchelande. Elle se tenait sur une place proche du fief du Busc, aujourd'hui les Buts dorés, ou se déroulait aussi le marché hebdomadaire du vendredi.
L'abbaye de Blanchelande a été à l'origine du franchissement des marais de la Douve au Pont-l'Abbé, et en percevait le péage. Au début du XIIIe siècle les chanoines, fondateur et promoteur du bourg, avaient édifié le pont qui fut détruit pendant la guerre de Cent Ans.
Dans la première moitié du XIIe siècle, la paroisse relevait de l'honneur de Bricquebec. Un Helyas d'Agneaux, qui dépend de l'honneur de Bricquebec, tient, à la fin du XIIe siècle, le patronage de l'église Sainte-Marie-du-Homme.
Philippe Auguste puis Saint Louis possédèrent Picauville.
Dans le cadre de la guerre de Cent Ans, lors de la chevauchée d'Édouard III en 1346, la région est ravagée par Geoffroy d'Harcourt à la solde des Anglais.
À la suite d'une saisie, le roi Charles VI donne en 1394 la seigneurie de Picauville aux chanoines de la Sainte-Chapelle du Palais contre la fondation des heures canoniales.

### Temps modernes
En 1567, les héritiers de Julien Le Fournières, écuyer, sieur de Bernaville, sont taxés pour ce fief de 12 livres dans le rôle du ban et d'arrière-ban de la vicomté de Coutances, effectué par Gilles Dancel, lieutenant général du bailli de Cotentin, les 20 et 22 octobre. Le fief de Bernaville à Picauville était un demi-fief de haubert relevant de la baronnie de Bricquebec.
Dans le même rôle : Jacques Le Fournières, écuyer, sieur de la Bonneville, est taxé de 4 livres pour le fief de la Bonneville assis à Picauville, valant un huitième de fief de haubert, tenu du roi sous la vicomté de Valognes ; Thomas Allexandre, taxé de 40 solz pour la moitié de la sergenterie hereditalle de Pont Labbé, tenu du roi en sa châtellenie et vicomté de Valognes, valant un huitième de fief de haubert, qui s'étendait à Amfreville, Cauquigny, Picauville, Le Homme, Étienville, Crosville, Rauville-la-Place, Sainte-Colombe, Golleville, Magneville, Morville, Yvetot, Négreville, Biniville, Hautteville, Urville, Orglandes, La Bonneville et Reigneville ; Nicollas de Ricarville, écuyer, sieur de Durescu, taxé de 40 solz pour le fief de Durescu à Picauville, anciennement appelé le fief Mouchel, qui valait un quart de fief de haubert et était tenu du roi sous la vicomté de Valognes. En 1573, un Nicolas de Durescu en rend aveu ; Robert Jouan, sieur de la Varengière, taxé de 50 solz pour le fief de la Varengière, valant un huitième de fief de haubert et tenu du roi sous la vicomté de Valognes, et pour lequel il avait rendu aveu en 1539.
En 1581, un procès oppose le trésorier et les chanoines de la Sainte-Chapelle du Palais royal de Paris, propriétaires du lieu, et les paroissiens pour la « possession et jouissance des marais, eaux et mares » situés entre la rive nord de l'Ouve et la rive ouest du Merderet, et fut établi un plan en vue cavalière des marais de Picauville, document considéré comme « la plus ancienne représentation d'un paysage bas-normand ».

### Époque contemporaine
La commune de Picauville, dont la principale agglomération est Pont-l'Abbé, fusionne avec la paroisse de L'Isle-Marie (ou du Homme) en l'an III.

#### Le Bon Sauveur:XIXesiècle
« Le Bon Sauveur » à Pont-l'Abbé, hameau à cheval sur les communes de Picauville et d'Étienville, fut un hospice pour pauvres créé en 1837 par Marie Feuillye de Riou, née d'Aigneaux,, et dirigé par les Sœurs du Bon Sauveur ; au fil des ans s'y ajoutèrent un pensionnat, un institut de sourds et muets, un ouvroir pour jeunes ﬁlles et un orphelinat, tous de taille modeste. En 1853, l'établissement est autorisé à accueillir les aliénés. En 1903, l’asile du Bon Sauveur de Pont-l'Abbé-Picauville accueille les aliénés des deux sexes des arrondissements de Cherbourg et de Valognes et les aliénés masculins des arrondissements de Saint-Lô et de Valognes. Il reçoit aussi « une grande partie de ses pensionnaires du département de la Seine, qui chaque année déverse le trop plein de ses asiles dans les établissements de province ayant des places libres » ; l'asile accueille alors 360 hommes et 550 femmes ; parmi elles Liouba Bortniker, d'origine russe et première femme reçue à l'agrégation de mathématiques en 1885. Les archives de l'asile ont disparu lors des bombardements du 10 juin 1944.

#### Seconde Guerre mondiale
Lors de la Seconde Guerre mondiale, Picauville abrite la 91e division d'infanterie allemande, le général Wilhelm Falley occupant avec son état-major le château de Bernaville. Le village, situé à environ 10 km à l'ouest de Sainte-Mère-Église, est libéré le 10 juin 1944 par la 82e US Airborne Division du général américain Mac Kelvie.
Wilhelm Falley (1897-1944) fut le premier général allemand à être tué lors de la bataille de Normandie. Dans la nuit du 5 au 6 juin, alors qu'il se rend en voiture à Rennes où était organisé un kriegsspiel, il décide de rebrousser chemin après avoir vu un nombre anormal d'avions alliés survolant le Cotentin. Sur la route du retour, près de Picauville, son véhicule est mitraillé par des parachutistes américains.
Devant Pont-l’Abbé, le 358 th US Infantry Regiment piétine devant une solide résistance des Allemands. La 90 th US Infantry Division, qui manque d’expérience, subit des pertes. Le 12 juin, les Américains déclenchent un violent pilonnage de l’artillerie et de l’aviation sur Pont-l’Abbé, évacué par les Allemands dans la nuit du 12 au 13 juin 1944.

#### XXIesiècle

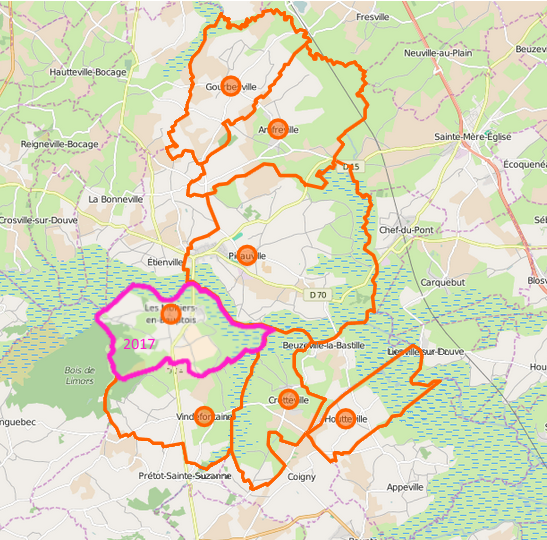
Les communes déléguées.

La commune est créée le 1er janvier 2016 par la fusion de six communes, sous le régime juridique des communes nouvelles instauré par la loi no 2010-1563 du 16 décembre 2010 de réforme des collectivités territoriales. L'arrêté est signé le 23 décembre 2015.
Le projet a été validé par les différents conseils municipaux le 27 octobre 2015. Le périmètre initial était pressenti au début sur neuf communes avec Beuzeville-la-Bastille, Étienville, Les Moitiers-en-Bauptois ; seule la commune des Moitiers-en-Bauptois a participé à la rédaction de charte mais le conseil, contre l’avis du maire, a voté contre le projet en juillet 2015. Le maire a alors remis sa démission.
En 2016, la commune revient sur sa décision et rejoint la commune nouvelle à compter du 1er janvier 2017.
| Nom                      | Code Insee | Intercommunalité          | Superficie (km2) | Population (dernière pop. légale) | Densité (hab./km2) |
| ------------------------ | ---------- | ------------------------- | ---------------- | --------------------------------- | ------------------ |
| Picauville (siège)       | 50400      | CC de la Baie du Cotentin | 64,89            | 3 371 (2014)                      | 52                 |
| Amfreville               | 50005      | CC de la Baie du Cotentin | 10,10            | 287 (2019)                        | 28                 |
| Cretteville              | 50153      | CC de la Baie du Cotentin | 6,83             | 204 (2019)                        | 30                 |
| Gourbesville             | 50212      | CC de la Baie du Cotentin | 8,18             | 166 (2019)                        | 20                 |
| Houtteville              | 50250      | CC de la Baie du Cotentin | 4,51             | 70 (2019)                         | 16                 |
| Vindefontaine            | 50642      | CC de la Baie du Cotentin | 8,13             | 311 (2019)                        | 38                 |
| Les Moitiers-en-Bauptois | 50333      | CC de la Baie du Cotentin | 8,04             | 318 (2019)                        | 40                 |

Par décision du conseil de la commune nouvelle de Picauville, les statuts de commune déléguée sont supprimés à partir du 1er janvier 2022.

## Politique et administration
| Période                                                                                   | Période   | Identité               | Étiquette | Qualité                                                |
| ----------------------------------------------------------------------------------------- | --------- | ---------------------- | --------- | ------------------------------------------------------ |
| …1793                                                                                     | 1794      | Jacques Hébert         |           |                                                        |
| …1795                                                                                     | 1796…     | Jean Nicolas Scelles   |           |                                                        |
| 1798                                                                                      | 1806      | Jacques F. Tostain     |           |                                                        |
| 1807                                                                                      | 1808      | Guillaume Dorey        |           |                                                        |
| 1808                                                                                      | 1830      | Léonor Feuillye Deriou |           |                                                        |
| 1830                                                                                      | 1864      | Henri Collas-Corderie  |           |                                                        |
| 1864                                                                                      | 1870      | Paul d'Aigneaux        |           |                                                        |
| 1870                                                                                      | 1871      | Henri Collas-Corderie  |           |                                                        |
| 1871                                                                                      | 1881      | Frédéric Le Gruel      |           |                                                        |
| 1882                                                                                      | 1903      | Ludger d'Aigneaux      |           |                                                        |
| 1904                                                                                      | 1904      | Gustave Lepelletier    |           |                                                        |
| 1905                                                                                      | 1906      | Louis Anne             |           |                                                        |
| 1907                                                                                      | 1909      | Louis Touraine         |           |                                                        |
| 1910                                                                                      | 1929      | Émile Dorey            |           |                                                        |
| 1929                                                                                      | 1965      | Charles Tourainne      |           |                                                        |
| 1965                                                                                      | 1995      | Guy Vigier             |           |                                                        |
| 1995                                                                                      | mars 2001 | Monique Berger         |           |                                                        |
| mars 2001                                                                                 | mai 2020  | Philippe Catherine     |           | Chargé de mission Maire de la commune nouvelle en 2016 |
| mai 2020                                                                                  | En cours  | Marie-Hélène Perrotte  |           | Commerçante retraitée                                  |
| Une partie des données est issue d'une liste établie par Jean Pouëssel et Jean-Noël Noury |           |                        |           |                                                        |

Jusqu'aux prochaines élections municipales de 2020, le conseil municipal de la commune nouvelle était constitué de tous les conseillers municipaux issus des conseils des anciennes communes. Le maire de chacune d'entre elles devient maire délégué.
| Période                                  | Période  | Identité              | Étiquette | Qualité                      |
| ---------------------------------------- | -------- | --------------------- | --------- | ---------------------------- |
| janvier 2016                             | mai 2020 | Philippe Catherine    |           | Maire de la commune nouvelle |
| mai 2020                                 | En cours | Marie-Hélène Perrotte |           | Maire de la commune nouvelle |
| Les données manquantes sont à compléter. |          |                       |           |                              |

### Circonscriptions électorales
À la suite du décret du 5 mars 2020, la commune est entièrement rattachée au canton de Carentan-les-Marais.

## Population et société
Les habitants de la commune sont appelés les Picauvillais.

### Démographie
| 1793  | 1800  | 1806  | 1821  | 1831  | 1836  | 1841  | 1846  | 1851  |
| ----- | ----- | ----- | ----- | ----- | ----- | ----- | ----- | ----- |
| 1 793 | 1 810 | 2 124 | 2 182 | 2 137 | 2 201 | 2 176 | 2 284 | 2 332 |

| 1856  | 1861  | 1866  | 1872  | 1876  | 1881  | 1886  | 1891  | 1896  |
| ----- | ----- | ----- | ----- | ----- | ----- | ----- | ----- | ----- |
| 2 266 | 2 515 | 2 507 | 2 555 | 2 661 | 2 687 | 2 580 | 2 535 | 2 503 |

| 1901  | 1906  | 1911  | 1921  | 1926  | 1931  | 1936  | 1946  | 1954  |
| ----- | ----- | ----- | ----- | ----- | ----- | ----- | ----- | ----- |
| 2 450 | 2 219 | 2 092 | 1 899 | 2 030 | 2 054 | 2 098 | 1 953 | 1 963 |

| 1962  | 1968  | 1975  | 1982  | 1990  | 1999  | 2006  | 2011  | 2016  |
| ----- | ----- | ----- | ----- | ----- | ----- | ----- | ----- | ----- |
| 1 983 | 2 668 | 2 699 | 2 587 | 2 207 | 1 986 | 1 995 | 1 911 | 1 913 |

| 2019  | - | - | - | - | - | - | - | - |
| ----- | - | - | - | - | - | - | - | - |
| 1 907 | - | - | - | - | - | - | - | - |

L'évolution du nombre d'habitants est connue à travers les recensements de la population effectués dans la commune depuis sa création.
En 2022, la commune comptait 3 222 habitants, en évolution de −2,39 % par rapport à 2016 (Manche : −0,31 %, France hors Mayotte : +2,11 %).
| 2015  | 2016  | 2021  | 2022  |
| ----- | ----- | ----- | ----- |
| 3 334 | 3 301 | 3 237 | 3 222 |

### Sports et loisirs
L'Entente sportive de Plain qui regroupe les communes de Sainte-Mère-Église, Chef-du-Pont et Picauville, fait évoluer trois équipes de football catégorie seniors dans les différentes divisions de district de la Manche (ligue de Normandie) ainsi que des équipes jeunes (féminines et masculines).

## Économie
La commune se situe dans la zone géographique des appellations d'origine protégée (AOP) Beurre d'Isigny et Crème d'Isigny.

## Culture locale et patrimoine

### Lieux et monuments

#### Patrimoine religieux
- Église Saint-Candide des XIIIe, XVe – XVIIe siècles, classée en 1961 au titre des monuments historiques et inscrite à l'IGPC en 1986. Elle comprend une nef très vaste et sobre, un clocher du XVIe avec flèche en pierre, un avant-porche gothique. L'intérieur est de transition du roman au gothique. L'édifice abrite, derrière une colonne, un bénitier orné de personnages priants, les groupes sculptés sainte Anne et la Vierge du XVe et sainte Anne (décapitée) et ses trois filles du XVIe classés ainsi que quatre autres œuvres au titre objet aux monuments historiques[80].
- Église Saint-Martin d'Amfreville avec sa nef du XIIIe, son chœur des XIIIe – XVIe siècles et son clocher-tour du XIIIe remanié au XVIIe. Elle abrite de nombreuses œuvres classées au titre objet aux monuments historiques[81].
- Église Saint-Ferréol de Cauquigny du XIIe siècle, restaurée.
- Église Notre-Dame des Moitiers-en-Bauptois.
- Oratoire Saint-Martin (1962).
- Église Notre-Dame de Cretteville des XIIIe, XVe – XVIIe siècles : gothique flamboyant.
- Oratoire Notre-Dame-des-Marais.
- Église Saint-Ermeland de Gourbesville.
- Église Saint-Jean-Baptiste d'Houtteville XIIe siècle, abritant une statue de sainte Marie Madeleine du XVe classée au titre objet aux monuments historiques[82].
- Église paroissiale Saint-Martin de Vindefontaine, avec une statue en calcaire polychrome de la Vierge à l'Enfant classée au titre objet aux monuments historiques depuis le 14 décembre 1914[83].
- Ancienne église de l'Isle-Marie.
- Notre-Dame-de-la-Salette : sanctuaire fondé 1864 par l'abbé Godefroy, curé de la paroisse, pour célébrer l'apparition de la Vierge à deux jeunes bergers, Mélanie et Maximin, le 19 septembre 1846 au village de la Salette, à Corps-en-Isère.
- Chapelle du Bon-Sauveur de Picauville/Étienville. Détruite en 1944, et reconstruite par René Levavasseur, elle est inscrite au titre des monuments historiques depuis le 3 mars 2006[84]. Chemin de Croix sculptés par Marcelle Delcour-Guinard (1896-1978).
- Ancien prieuré des XVIIe – XIXe siècles.

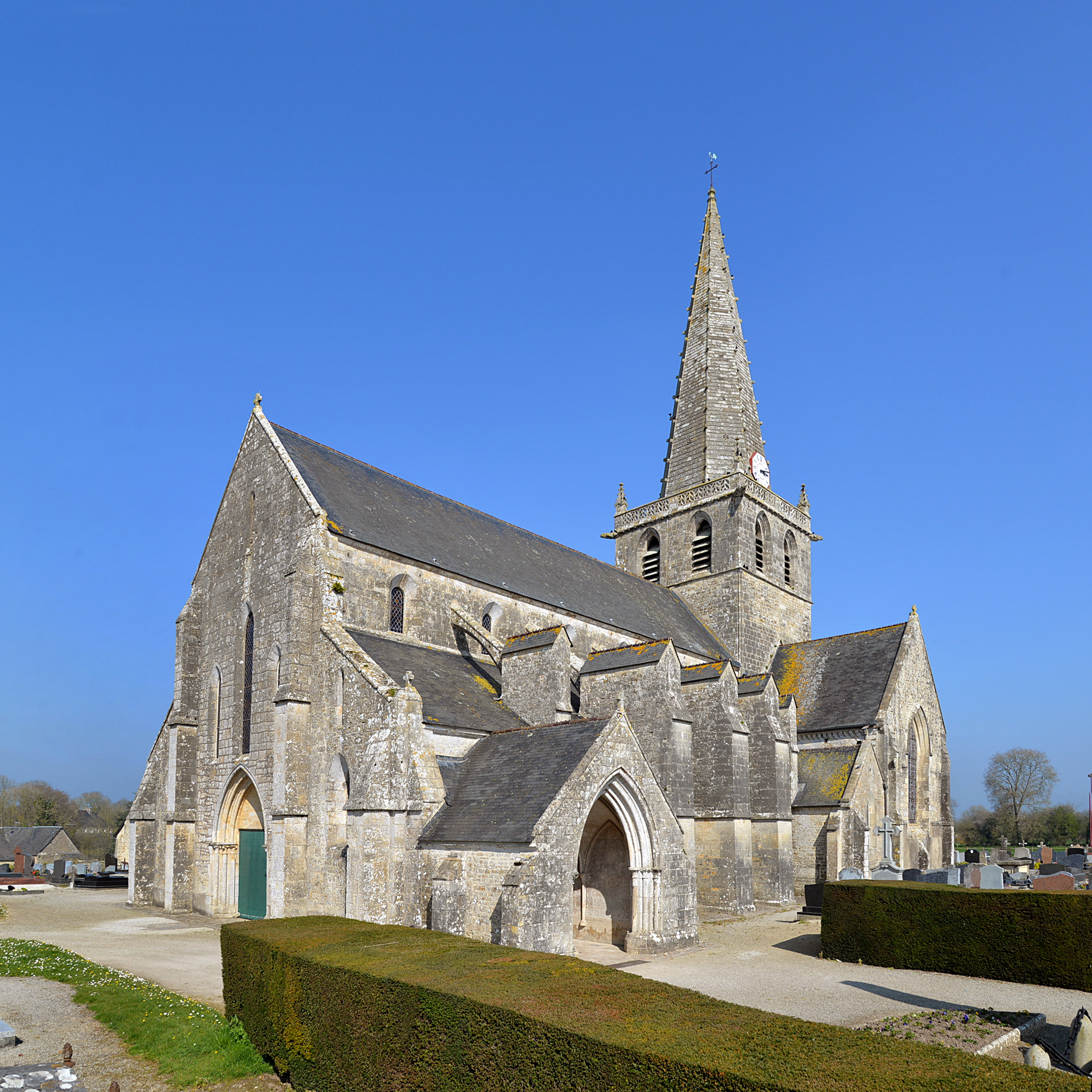
L’église Saint-Candide.
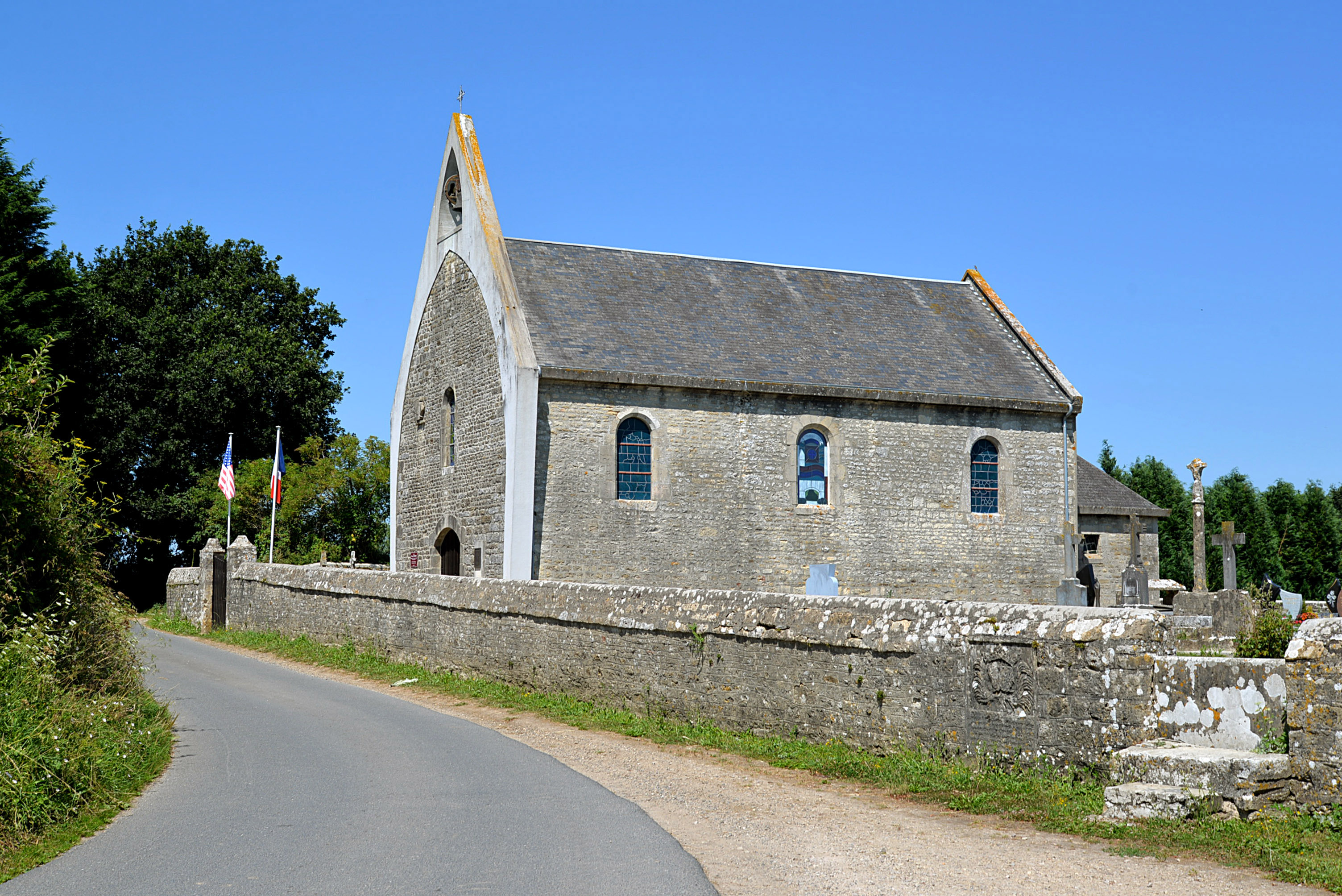
L’église Saint-Ferréol de Cauquigny.
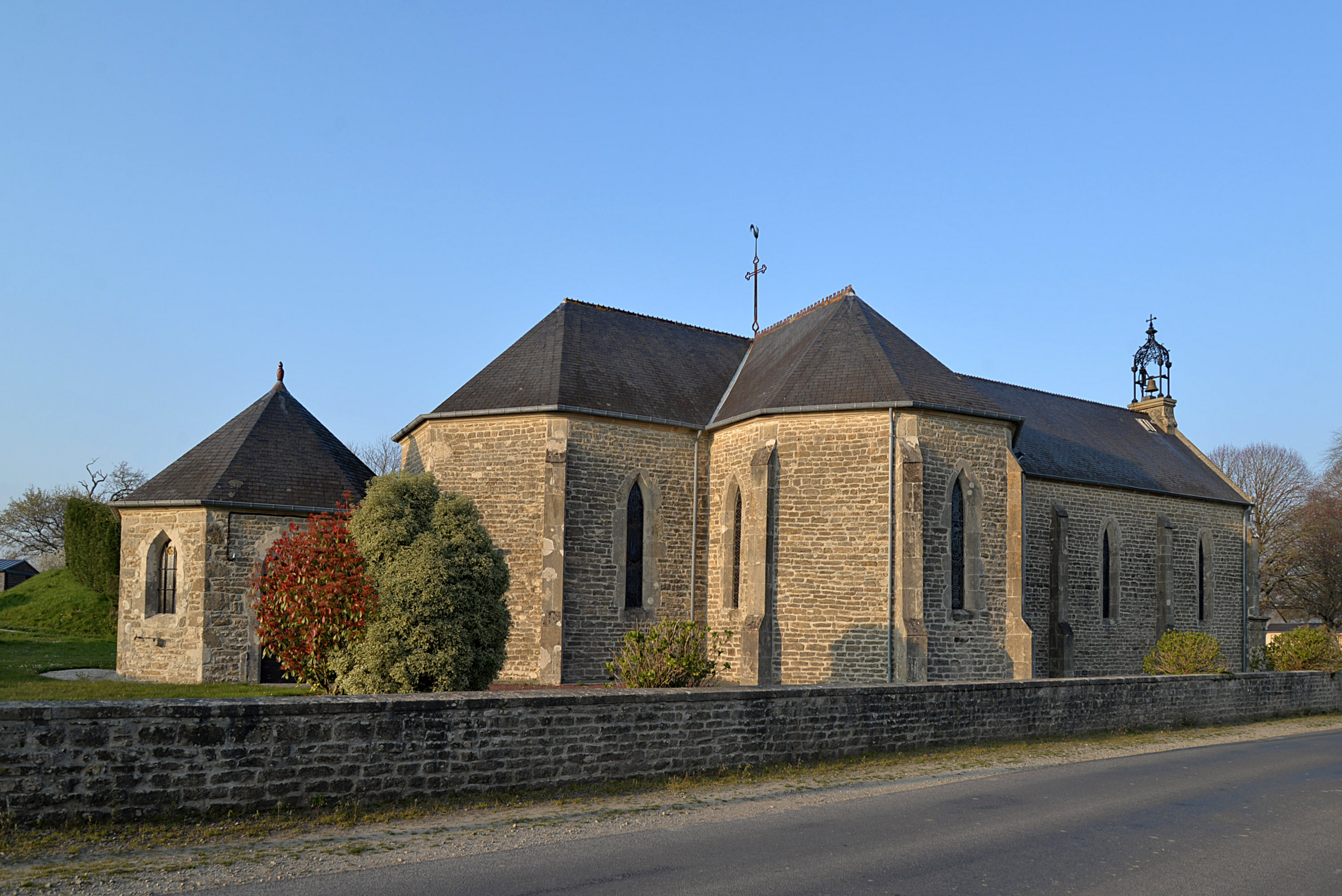
La chapelle Notre-Dame-de-la-Salette.

#### Patrimoine civil
- Château de l'Isle-Marie des XIe, XIXe – XXe siècle, appelée jadis Holm (îlot en norrois), inscrit en 2001 au titre des monuments historiques et à l'IGPC en 1986. Il a servi de cadre au roman de Jules Barbey d'Aurevilly, Ce qui ne meurt pas, Barbey d'Aurevilly y a d'ailleurs séjourné. Cette très ancienne forteresse a occupé une situation stratégique primordiale durant des siècles. Bien que profondément modifié, le château de L'Isle-Marie, anciennement Le Homme, reste emblématique des forteresses riveraines des marais. Il contrôlait, au confluent de l'Ouve et du Merderet, des voies fluviales et terrestres éminemment stratégiques[85]. Vers 1026, Richard III concède en douaire à sa fiancée la duchesse Adèle plusieurs propriétés dont la forteresse du Homme[86]. Il fut la possession de Bernardin Gigault de Bellefonds[87] (1630-1694), maréchal de France en disgrâce, où il se retire et qu'il agrandit. En 1675, il construit un manoir pour ses soldats blessés et une chapelle conçue par Mansart[63].
- Château de Bernaville du XVIe siècle, entouré d'un beau parc avec une serre du XIXe siècle[88].
- Manoir de la Haule du XVIe siècle[89], restauré à la fin du XXe siècle.
- Manoir dit le Foirage du XVIIIe siècle, curieuse demeure à l'allure de château inachevé. La ferme fut agrandie après 1733 par une famille d'herbagers du Plain, les Feuillye de Riou. C'est à proximité de la ferme du Férage ou du Foirage que se tenait la foire de Saint-André[90].
- Manoir de Vains des XVIe – XVIIIe siècles[91] dont le logis est flanqué d'une grosse tour. Malgré des remaniements, il subsiste à l'intérieur des éléments anciens, cheminées, arcs en accolade, meurtrières. Les grandes fenêtres sont du XVIIIe siècle.
- Ferme de Caponnet du XVIe siècle. On trouve sur l'une de ses dépendances, édifiées entre 1700 et 1810, l'alliance de la bauge et du moellon de calcaire[85].
- Ferme de Clainville du XVIIIe siècle.
- Manoir du Prieuré des XVIe – XXe siècles ; bel ensemble médiéval et de la Renaissance. La chapelle, située entre deux corps de bâtiments a été malheureusement détruite.
- Presbytère du XVIIe siècle construit en plusieurs étapes, comprenant un corbeau sur le bâtiment de gauche ainsi qu'un petit escalier. Au milieu de la cour, il reste un vieux pressoir qui abrite des parterres de fleurs. Au centre de celui-ci se tient une statue d'ange en terre cuite, qui a perdu ses ailes. À l'entrée gauche, Jésus sur sa croix.
- Mairie du XIXe siècle inscrite à l'IGPC en 1986.

Patrimoine dans les communes déléguées :
- Château d'Amfreville (Amfreville) ;
- Manoir de la Moynerie (Amfreville) ;
- Dolmen renversé du Champ de la Pierre (Cretteville) ;
- Ferme de La Cour de Cretteville (Cretteville) ;
- Manoir de la Cour de Gourbesville (Gourbesville) ;
- La Cour des Moitiers (Les Moitiers-en-Bauptois) ;
- La Dorglanderie (Les Moitiers-en-Bauptois ;
- La Juganvillerie (Les Moitiers-en-Bauptois).

#### Patrimoine naturel
- Hameau Port Beurey et Montessy (les marais y sont pittoresques).
- Hameau Port Filiolet et lieu-dit les Ais, les marais y blanchissent en hiver (se remplissent intégralement d'eau).
- Rue de Prusse (route traversant le marais entre Chef-du-Pont et Picauville et inondée deux à trois fois par an lorsque les marais blanchissent).
- Caponnet (village pittoresque avec nombre de maisons en pierre et en terre).
- Rives du Merderet.
- Rives de la Douve.

### Personnalités liées à la commune
- Guillaume-Paul d'Aigneaux (1814-1898), né à Monceaux-en-Bessin (Calvados), et mort à Picauville. Marquis, conseiller général de Sainte-Mère-Église de 1848 à 1868, il était châtelain du Férage dont il avait hérité, inachevé, de sa tante Marie d'Aigneaux, épouse Feuillye de Riou[92],[93].
- Pierre Guéroult (1890-1962), écrivain d'expression normande.
- Wilhelm Falley (1897-1944), général allemand commandant la 91e division d'infanterie stationnée dans le secteur. Il fut tué par des parachutistes américains dans la nuit du 5 au 6 juin 1944.

### Héraldique
| Blason de Picauville | Blason  | D'or à la couronne d'épines de sable accostée et soutenue de trois maillets de sinople, au chef de gueules chargé d'un léopard d'or. |
| Blason de Picauville | Détails | Les léopards d'or sur champ de gueules rappellent les armes de la Normandie.                                                         |